# Errol Morris

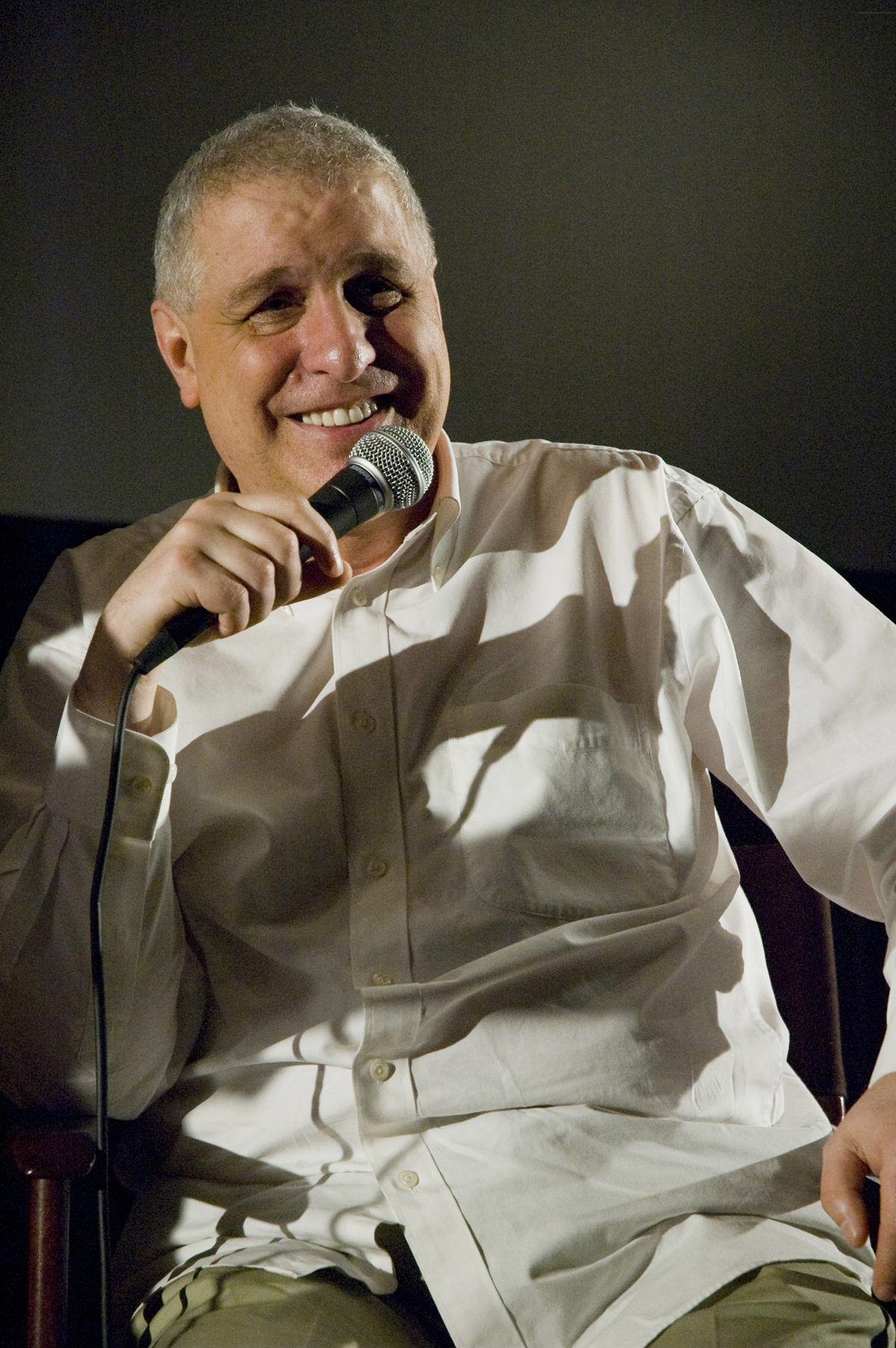
Errol Morris (2008)

Errol Morris (* 5. Februar 1948 in Hewlett, New York, USA) ist ein US-amerikanischer Regisseur, Dokumentarfilmer und Autor. Errol Morris’ bisher größter Erfolg war The Fog of War, für den er 2004 neben zahlreichen anderen Auszeichnungen den Oscar für den Besten Dokumentarfilm erhielt.

## Leben
Als Freund und Förderer Morris’ gilt der deutsche Regisseur Werner Herzog. Dieser wettete einst, Morris würde es nie schaffen, seinen ersten Dokumentarfilm Pforten des Himmels zu realisieren und bot als Wetteinsatz an, seinen Schuh zu verspeisen. Über die Einlösung des Wetteinsatzes wurde mit Werner Herzog Eats His Shoe ein Kurzfilm gedreht.
1989 war er MacArthur Fellow. 2007 wurde er in die American Academy of Arts and Sciences gewählt.
Für Eine kurze Geschichte der Zeit gewann er 1992 den Großen Preis der Jury beim Sundance Film Festival.
Sein Sohn Hamilton Morris ist ebenfalls als Dokumentarfilmer bekannt.

## Filmografie
- 1978: Pforten des Himmels (Gates of Heaven)
- 1981: Truthahnfieber (Vernon, Florida)
- 1988: Der Fall Randall Adams (The Thin Blue Line) (Dokumentarfilm)
- 1991: Canyon Cop (The Dark Wind)
- 1991: Eine kurze Geschichte der Zeit (A Brief History of Time)
- 1997: Schnell, billig und außer Kontrolle (Fast, Cheap and Out of Control)
- 1999: Mr. Death: The Rise and Fall of Fred A. Leuchter, Jr. (Mr. Death: The Rise and Fall of Fred A. Leuchter, Jr.)
- 2003: The Fog of War (The Fog of War: Eleven Lessons from the Life of Robert S. McNamara) (Dokumentarfilm)
- 2008: Standard Operating Procedure
- 2010: Tabloid (Dokumentarfilm)
- 2013: Das unbekannte Bekannte (The Unknown Known) (Dokumentarfilm)
- 2016: National Bird (Dokumentarfilm, als Produzent)
- 2017: Wermut (Wormwood) (Serie, Dokudrama)
- 2018: American Dharma (Dokumentarfilm)[2]
- 2023: John le Carré: Der Taubentunnel (The Pigeon Tunnel, Dokumentarfilm)[3]
- 2024: Separated

## Auszeichnungen
- 1988:  Golden Horse für den besten ausländischen Film auf dem  Filmfestival von Taiwan Internationalen  für The Thin Blue Line
- 1989: Edgar Award für The Thin Blue Line
- 1988: IDA Award der International Documentary Association für The Thin Blue Line
- 1988: National Board of Review Award für The Thin Blue Line
- 1988: Washington Post „Bester Film des Jahres“ für The Thin Blue Line
- 1988: New York Film Critics Circle Award für The Thin Blue Line
- 1989: Kansas City Film Critics Circle Award für The Thin Blue Line
- 1989: National Society of Film Critics Award für The Thin Blue Line
- 1989: Guggenheim Fellowship
- 1989: MacArthur Fellowship
- 2001: Aufnahme in das National Film Registry für The Thin Blue Line
- 2002 International Documentary Association setzte The Thin Blue Line  auf die Liste ihrer 20 besten Dokumentationen aller Zeiten  (Nr. 2) und Fast, Cheap & Out of Control auf Platz 14[4]
- 2003: National Board of Review Award als beste Dokumentation für The Fog of War
- 2003:  Los Angeles Film Critics Association als beste Dokumentation für The Fog of War
- 2003: Chicago Film Critics als beste Dokumentation für The Fog of War
- 2003: Washington D.C. Area Film Critics als beste Dokumentation für The Fog of War
- 2003: The Guardian setzte ihn auf die Liste der 40 besten aktiven Filmemacher der Welt[5]
- 2004: Oscar für den besten Dokumentarfilm The Fog of War (2004)
- 2007: Fellow of the American Academy of Arts and Sciences[6]
- 2008: Großer Jury Internationales Filmfestival von Berlin für Standard Operating Procedure
- 2013: Columbia Journalism Award

### Ehrendoktorwürden
- Middlebury College, Hon. D.F.A. (2010)
- Brandeis University, Hon. D.H.L. (2011)
- University of Wisconsin-Madison, Hon. D.H.L. (2013)